# Laubert
Laubert – miejscowość i gmina we Francji, w regionie Oksytania, w departamencie Lozère.
Według danych na rok 1990 gminę zamieszkiwało 128 osób, a gęstość zaludnienia wynosiła 9 osób/km² (wśród 1545 gmin Langwedocji-Roussillon Laubert plasuje się na 775. miejscu pod względem liczby ludności, natomiast pod względem powierzchni na miejscu 563.).
- Laubert (fr.)

## Populacja

Populacja Laubert w latach 1962-2008